# Divine Teah
Divine Roosevelt Teah (* 19. dubna 2006 Monrovia) je liberijský profesionální fotbalista, který hraje na pozici středního záložníka za český klub SK Slavia Praha a za liberijský národní tým.

## Klubová kariéra
Teah se narodil v liberijském hlavním městě Monrovii a hrál za místní klub Nimba FC.
V roce 2023 se Teah objevil v renomovaném žebříčku šedesáti největších fotbalových talentů světa, který vydává web Guardian. Během svého působení v Nimbě byl podle Fabrizia Romana spojován s týmy jako AC Milán, Sporting CP a Bayer Leverkusen.
Teah se do Evropy přesunul v srpnu 2024, kdy jej z liberijského klubu Nimba Kwado získalo švédské Hammarby. V dresu Hammarby nastoupil do sedmi ligových zápasů.
V říjnu 2024 přestoupil ze švédského Hammarby do pražské Slavie a podepsal v Edenu smlouvu do 31. prosince 2029. Teah upřednostnil Slavii před dalšími evropskými kluby i díky dobrému vztahu s reprezentačním spoluhráčem Oscarem Dorleyem.

## Reprezentační kariéra
Do liberijského národního týmu byl Teah pozván premiérově už jako patnáctiletý. V březnu 2022 se pak stal nejmladším střelcem reprezentační historie, když ve věku 15 let a 347 dní skóroval v zápase proti Burundi.